# ابتسام يوسف خليل النوافلة
ابتسام يوسف خليل النوافلة (من مواليد 1967) هي سياسية أردنية، وعضو سابق في مجلس النواب الأردني، حيث مثلت محافظة معان. قبل دخولها المعترك السياسي عملت النوافلة كمعلمة، مما أكسبها خبرة في المجال التعليمي. في انتخابات عام 2016 حصلت على 2832 صوتًا، مما أهلها للفوز بمقعد نيابي في مجلس النواب الثامن عشر.
كانت النوافلة واحدة من بين 15 امرأة في البرلمان الأردني الثامن عشر الذي ضم 130 نائبًا. تسعى بشكل مستمر إلى تعزيز حقوق المرأة والمساواة بين الجنسين إضافةً إلى اهتمامها بالقضايا الإجتماعية والإقتصادية التي توثر على المواطنين الأردنيين.

## نشاطها
خلال فترة ولاياتها في المجلس الثامن عشر، شاركت النوافلة في عدة لجان نيابية، منها:
- اللجنة الإدارية.
- لجنة التربيه والتعليم والثقافة.
- لجنة النزاهة والشفافية وتقصي الحقائق.

كما كانت النوافلة عضوًا في كتلة "وطن" النيابية، وساهمت في لجان الأحوة البرلمانية الأردنية - البحرينية، وجمعية الصداقة البرلمانية الأردنية - التركية. تميزت النوافلة بجهودها في تعزيز التعليم وحقوق المرأة، وسعت لتحسين الخدمات في محافظة المعان والمناطق المحيطة بها.